# Municipi di Genova
Il comune di Genova è amministrativamente suddiviso in nove municipi.
L'attuale suddivisione in municipi è regolamentata dal "Regolamento per il decentramento e la partecipazione municipale" approvato dal consiglio comunale il 6 febbraio 2007. I municipi sono divenuti operativi dopo le elezioni amministrative del 2007.

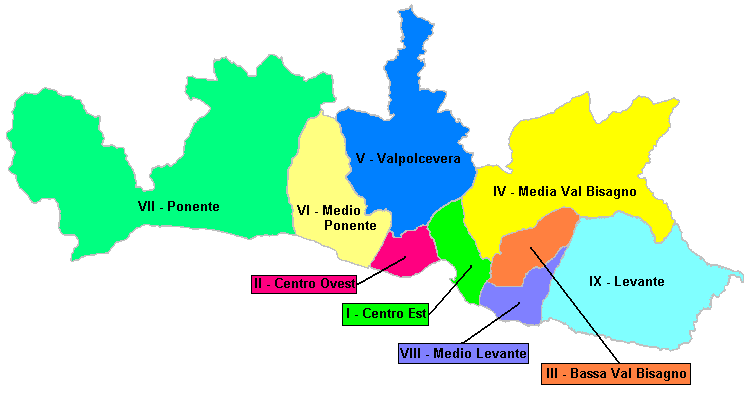
Mappa dei municipi di Genova

## Storia del decentramento comunale

### Le prime delegazioni
Dopo la costituzione della Grande Genova, istituita nel 1926 con la soppressione di diciannove comuni limitrofi al capoluogo, si rese necessario decentrare alcuni servizi amministrativi per poter gestire una nuova realtà comunale così ampia.
Nacquero perciò dodici delegazioni, corrispondenti grosso modo ai comuni appena soppressi, nei quali vennero aperti uffici comunali di anagrafe e stato civile e sezioni di polizia municipale. Le delegazioni erano:
1. Bolzaneto
2. Cornigliano
3. Molassana
4. Nervi
5. Pegli
6. Pontedecimo
7. Pra'
8. Rivarolo
9. Sampierdarena
10. Sestri Ponente
11. Struppa
12. Voltri

Nel 1969, con la nascita dei "Consigli di quartiere e di delegazione" l'intero territorio comunale fu suddiviso in delegazioni o quartieri: alle dodici unità territoriali esistenti ne furono aggiunte altre tredici per un totale di venticinque. Le nuove delegazioni istituite erano quelle di:
1. Castelletto
2. Foce
3. Marassi - Quezzi
4. Oregina - Lagaccio
5. Portoria
6. Prè - Molo - Maddalena
7. Albaro
8. San Fruttuoso
9. San Martino
10. San Teodoro
11. Staglieno
12. Sturla - Quarto dei Mille
13. Borgoratti - Apparizione - San Desiderio - Bavari

### Le circoscrizioni
L'approvazione nel 1978 di un nuovo regolamento per il decentramento amministrativo (approvato in ottemperanza a quanto previsto dalla Legge 278 del 1976) portò alla trasformazione in circoscrizioni delle delegazioni e dei quartieri e alla prima elezione diretta dei "Consigli di Circoscrizione" con le elezioni amministrative del 21 giugno 1981.
Il 24 marzo 1997 le circoscrizioni furono ridotte a nove con lo stesso territorio e denominazione degli attuali municipi (ad esclusione della IV circoscrizione che era denominata semplicemente "Valbisagno").

### I municipi
Il 6 febbraio 2007 il consiglio comunale ha deliberato il nuovo "Regolamento per il decentramento e la partecipazione municipale" che prevede la trasformazione dei consigli di circoscrizione in municipi.
I nuovi municipi riceveranno dal comune maggiori deleghe soprattutto per quanto concerne la gestione del territorio.
I municipi sono a loro volta suddivisi in "unità urbanistiche", istituite a fini statistici e di pianificazione e gestione del territorio. Si tratta di zone omogenee del tessuto urbano, in gran parte corrispondenti agli antichi sestieri e comuni autonomi.

## Municipi
| N°   | Stemma | Denominazione     | Residenti (% sul totale Genova) | Superficie (ha)                            | Presidente                       | Unità urbanistiche comprese                                                                                                |
| ---- | ------ | ----------------- | ------------------------------- | ------------------------------------------ | -------------------------------- | --- |
| I    |        | Centro Est        | 90.161 (14,8%)                  | 707,74 di cui 495,64 di zona urbanizzata   | Simona Cosso (AVS)               | - Oregina - Lagaccio - Prè - Molo - Maddalena - San Nicola - Castelletto - Manin - San Vincenzo - Carignano                |
| II   |        | Centro Ovest      | 68.313 (11,2%)                  | 485,20 di cui 423,35 di zona urbanizzata   | Michele Colnaghi (M5S)           | - Campasso - San Gaetano - Sampierdarena - Belvedere - San Bartolomeo - San Teodoro - Angeli                               |
| III  |        | Bassa Val Bisagno | 77.721 (12,8%)                  | 789,74 di cui 435,11 di zona urbanizzata   | Fabrizio Ivaldi (PD)             | - Sant'Agata - San Fruttuoso - Quezzi - Fereggiano - Marassi - Forte Quezzi                                                |
| IV   |        | Media Val Bisagno | 58.034 (9,5%)                   | 4179,17 di cui 1077,68 di zona urbanizzata | Lorenzo Passadore (PD)           | - Parenzo - San Pantaleo - Montesignano - Sant'Eusebio - Molassana - Doria - Prato                                         |
| V    |        | Valpolcevera      | 63.176 (10,4%)                  | 3327,11 di cui 1182,33 di zona urbanizzata | Michele Versace (PD)             | - Borzoli Est - Certosa - Rivarolo - Teglia - Begato - Bolzaneto - Morego - San Quirico - Pontedecimo                      |
| VI   |        | Medio Ponente     | 61.950 (10,2%)                  | 1885,13 di cui 723,60 di zona urbanizzata  | Fabio Ceraudo (M5S)              | - Sestri Ponente - San Giovanni Battista - Calcinara - Borzoli Ovest - Cornigliano - Erzelli - Campi                       |
| VII  |        | Ponente           | 62.257 (10,2%)                  | 7507,78 di cui 751,20 di zona urbanizzata  | Matteo Frulio (PD)               | - Crevari - Voltri - Ca' Nuova - Palmaro - Pra' - Castelluccio - Pegli - Multedo                                           |
| VIII |        | Medio Levante     | 61.087 (10,0%)                  | 571,35 di cui 478,76 di zona urbanizzata   | Anna Palmieri (FdI)              | - Foce - Brignole - Chiappeto - San Martino - Albaro - San Giuliano - Lido - Puggia                                        |
| IX   |        | Levante           | 65.238 (10,7%)                  | 3659,29 di cui 873,63 di zona urbanizzata  | Federico Bogliolo (Vince Genova) | - Bavari - San Desiderio - Apparizione - Borgoratti - Sturla - Quarto - Quartara - Castagna - Quinto - Nervi - Sant'Ilario |

Dati al 31 dicembre 2010. Fonte: Notiziario statistico della città di Genova 1/2011, pubblicazione dell'Unità Organizzativa Statistica del Comune di Genova
A questi si aggiunge la zona del porto, con 845,48 ha di estensione, di cui 234,97 di zona urbanizzata, per una popolazione di soli 82 residenti.